# Sainte-Marie-d'Alvey
Sainte-Marie-d'Alvey is een gemeente in het Franse departement Savoie (regio Auvergne-Rhône-Alpes) en telt 130 inwoners (1999). De plaats maakt deel uit van het arrondissement Chambéry.

## Geografie
De oppervlakte van Sainte-Marie-d'Alvey bedraagt 2,6 km², de bevolkingsdichtheid is 50,0 inwoners per km².
De onderstaande kaart toont de ligging van Sainte-Marie-d'Alvey met de belangrijkste infrastructuur en aangrenzende gemeenten.

## Demografie
Onderstaande figuur toont het verloop van het inwonertal (bron: INSEE-tellingen).